# 1933-as norvég labdarúgókupa
A 1933-as norvég labdarúgókupa a Norvég labdarúgókupa 32. szezonja volt. A címvédő a Fredrikstad csapata volt. A kupában minden olyan csapat részt vehetett, amely tagja a Norvég labdarúgó-szövetségnek, kivéve az észak-norvégiai klubokat. A tornát a Mjøndalen nyerte meg, a kupa történetében először.

## Első kör
| 1. csapat          | Eredmény   | 2. csapat           |
| ------------------ | ---------- | ------------------- |
| Årstad             | 0–6        | Viking              |
| Berger             | 2–0        | Skeid               |
| Bergmann           | 2–5        | Brage               |
| Birkebeineren      | 3–4        | Geithus             |
| Blink              | 4–4 (h.u.) | Freidig             |
| Braatt             | 1–7        | Aalesund            |
| Brevik             | 1–4        | Pors                |
| Briskebyen         | 5–2        | Trysilgutten        |
| Brodd              | 0–10       | Brann               |
| Bygdø              | 1–2        | Torp                |
| Bøn                | 2–0        | Grue                |
| Drafn              | 6–2        | Fredensborg         |
| Dæhlenengen        | 3–1        | Sparta              |
| Falk               | 1–1 (h.u.) | Rolvsøy             |
| Flekkefjord        | 3–0        | Jarl                |
| Fossekallen        | 1–2        | Gjøvik-Lyn          |
| Fredrikstad        | 6–0        | Greåker             |
| Fremad Lillehammer | 2–0        | Eidsvold            |
| Gleng              | 0–4        | Ørn Horten          |
| Grane (Arendal)    | 2–5        | Donn                |
| Grane (Sandvika)   | 2–5        | Gjøa                |
| Haga               | 1–3        | Lillestrøm          |
| Hardy              | 4–0        | Fjellkameratene     |
| Holmestrand        | 1–5        | Lisleby             |
| Høyanger           | 1–2        | Djerv               |
| Kapp               | 2–3        | Jevnaker            |
| Kristiansund       | 1–0        | Clausenengen        |
| Kvik Halden        | 5–1        | Gresvik             |
| Kvik               | 2–1        | Neset               |
| Larvik Turn        | 3–2        | Skiens Grane        |
| Lilleaker          | 1–2        | Skiold              |
| Lyn                | 9–0        | Magnor              |
| Mandal             | 0–1        | Vigør               |
| Mjøndalen          | 10–0       | Skien               |
| Moss               | 7–0        | Strømmen BK         |
| Namsos             | 0–1        | Steinkjer           |
| Nordstrand         | 0–3        | Strong              |
| Strømmen           | 0–6        | Vålerengen          |
| Nydalen            | 4–0        | Kongsvinger         |
| Orkanger           | 4–2        | National            |
| Rapp               | 0–2        | Ranheim             |
| Raufoss            | 9–0        | Raumnes & Årnes     |
| Rjukan             | 2–1        | Borg                |
| Rollon             | 3–1        | Guard               |
| Roy                | 1–0        | Drammen             |
| Sandefjord BK      | 0–5        | Sarpsborg           |
| Sander             | 2–3        | Hamar               |
| Selbak             | 7–0        | Kjelsås             |
| Ski                | 3–1        | Tistedalen          |
| Snøgg              | 5–2        | Tønsberg-Kameratene |
| Spring             | 1–4        | Odd                 |
| Stabæk             | 3–1        | Solberg             |
| Start              | 4–0        | Vennesla            |
| Stavanger          | 4–2        | Vard                |
| Storm              | 2–0        | Kongsberg           |
| Strømsgodset       | 3–1        | Eiker               |
| Sverre             | 12–0       | Verdal              |
| Tønsberg Turn      | 2–0        | B.14                |
| Sandnes Ulf        | 2–4        | Egersund            |
| Ullensaker         | 0–5        | Frigg Oslo          |
| Urædd              | 2–0        | Kragerø             |
| Vardal             | 1–3        | Liv                 |
| Vestfossen         | 1–6        | Fram Larvik         |
| Voss               | 1–2        | Ny-Solheim          |
| Újrajátszás        |            |                     |
| Freidig            | 6–1        | Blink               |
| Rolvsøy            | 3–1 (h.u.) | Falk                |

## Második kör
| 1. csapat          | Eredmény   | 2. csapat    |
| ------------------ | ---------- | ------------ |
| Aalesund           | 4–2        | Nydalen      |
| Brage              | 8–1        | Sverre       |
| Brann              | 6–0        | Ny-Solheim   |
| Djerv              | 4–3        | Rollon       |
| Donn               | 0–1        | Mjøndalen    |
| Egersund           | 1–7        | Stavanger    |
| Fram Larvik        | 8–0        | Roy          |
| Fremad Lillehammer | 4–2        | Strømsgodset |
| Frigg Oslo         | 3–2 (h.u.) | Rjukan       |
| Geithus            | 1–1 (h.u.) | Drafn        |
| Gjøa               | 2–2 (h.u.) | Fredrikstad  |
| Gjøvik-Lyn         | 6–0        | Strong       |
| Hamar              | 4–2        | Kvik Halden  |
| Jevnaker           | 2–0        | Dæhlenengen  |
| Kristiansund       | 9–0        | Orkanger     |
| Larvik Turn        | 1–3        | Lyn          |
| Lillestrøm         | 3–0        | Ski          |
| Lisleby            | 4–1        | Raufoss      |
| Liv                | 2–1        | Hardy        |
| Odd                | 6–1        | Start        |
| Ørn Horten         | 7–0        | Bøn          |
| Pors               | 1–1 (h.u.) | Moss         |
| Ranheim            | 0–1        | Freidig      |
| Rolvsøy            | 0–2        | Urædd        |
| Sarpsborg          | 5–0        | Briskebyen   |
| Skiold             | 3–2        | Snøgg        |
| Steinkjer          | 0–3        | Kvik         |
| Torp               | 5–4        | Stabæk       |
| Tønsberg Turn      | 2–4        | Selbak       |
| Vigør              | 0–1        | Storm        |
| Vålerengen         | 4–2        | Berger       |
| Viking             | 3–1        | Flekkefjord  |
| Újrajátszás        |            |              |
| Drafn              | 3–1        | Geithus      |
| Fredrikstad        | 4–2        | Gjøa         |
| Moss               | 0–2        | Pors         |

## Harmadik kör
| 1. csapat      | Eredmény   | 2. csapat          |
| -------------- | ---------- | ------------------ |
| Aalesund       | 0–2        | Fremad Lillehammer |
| Djerv          | 1–6        | Lisleby            |
| Drafn          | 2–1        | Brage              |
| Fredrikstad    | 5–1        | Kristiansund       |
| Freidig        | 2–3        | Vålerengen         |
| Gjøvik-Lyn     | 2–2 (h.u.) | Jevnaker           |
| Hamar          | 1–7        | Sarpsborg          |
| Kvik           | 2–0        | Lillestrøm         |
| Lyn            | 8–1        | Liv                |
| Mjøndalen      | 4–1        | Torp               |
| Ørn Horten     | 3–3 (h.u.) | Pors               |
| Selbak         | 0–2        | Fram Larvik        |
| Skiold         | 0–2        | Brann              |
| Stavanger      | 2–2 (h.u.) | Odd                |
| Storm          | 2–7 (h.u.) | Viking             |
| Urædd          | 3–2        | Frigg Oslo         |
| Újrajátszás    |            |                    |
| Jevnaker       | 2–0        | Gjøvik-Lyn         |
| Odd            | 4–1        | Stavanger          |
| Pors           | 0–0 (h.u.) | Ørn Horten         |
| 2. újrajátszás |            |                    |
| Ørn Horten     | 4–1        | Pors               |

## Negyedik kör
| 1. csapat          | Eredmény   | 2. csapat   |
| ------------------ | ---------- | ----------- |
| Brann              | 1–3        | Lyn         |
| Fram Larvik        | 5–1        | Jevnaker    |
| Fremad Lillehammer | 0–7        | Mjøndalen   |
| Lisleby            | 3–4        | Urædd       |
| Odd                | 1–3        | Drafn       |
| Sarpsborg          | 2–1 (h.u.) | Kvik        |
| Vålerengen         | 0–4        | Ørn Horten  |
| Viking             | 3–2 (h.u.) | Fredrikstad |

## Negyeddöntők
| 1. csapat | Eredmény | 2. csapat   |
| --------- | -------- | ----------- |
| Drafn     | 4–2      | Fram Larvik |
| Lyn       | 3–1      | Ørn Horten  |
| Mjøndalen | 5–0      | Urædd       |
| Viking    | 3–1      | Sarpsborg   |

## Elődöntők
| 1. csapat | Eredmény   | 2. csapat |
| --------- | ---------- | --------- |
| Drafn     | 2–5        | Mjøndalen |
| Viking    | 3–2 (h.u.) | Lyn       |

## Döntő
| 1933. október 15. 13:00 CET (UTC+1) |

| Mjøndalen                           | 3–1 | Viking      |
| ----------------------------------- | --- | ----------- |
| E. Andersen 10' 33' S. Andersen 42' |     | Kvammen 70' |

| Ullevaal Stadion, Oslo Nézőszám: 23 000 Játékvezető: Eivind Johansen (Larvik Turn) |